# ESRI
Esri — американская компания, производитель геоинформационных систем (ГИС). Семейство программных продуктов компании ArcGIS получило широкое распространение в мире и, в частности, в России.
Компания Esri  основана в 1969 году Джеком и Лорой Дэнджермонд, сегодня в ней работает более 4000 человек. Компания является одним из лидеров в индустрии ГИС. По некоторым оценкам, её доля на международном рынке ГИС в 2010 году превысила 40 %.
За пределами США компания работает через сеть компаний — международных дистрибьюторов. На территории России и девяти стран СНГ эксклюзивным дистрибьютором ESRI является компания ESRI CIS.
Компания ESRI — один из наиболее активных организаторов Дня ГИС.

## Название компании
Название ESRI — это аббревиатура от Environmental Systems Research Institute, что переводится как «Институт исследования систем окружающей среды». Согласно позиции фирмы, название должно произноситься как «э́зри». В формате аббревиатуры название фирмы существовало до июля 2010 года, когда одновременно с анонсом выхода ArcGIS версии 10.0 было принято решение об отказе аббревиатурного написания названия в пользу обычного.